# Galeria Sławy węgierskiego hokeja na lodzie
Galeria Sławy węgierskiego hokeja na lodzie (węg. Magyar hírességek csarnoka) – narodowa galeria sławy w hokeju na lodzie na Węgrzech.
Została założona w 2011 roku w Budapeszcie (znajduje się w parku miejskim w XII dzielnicy) jako galeria sławy Węgierskiego Związku Hokeja na Lodzie (MJSZ), celem upamiętnienia zasłużonych czechosłowackich i czeskich zawodników, trenerów i działaczy hokejowych. Dotychczas dokonano dwukrotnego przyjęcia osób do grona galerii (każdorazowo były to przyjęcia osóby żyjących oraz pośmiertne zmarłych). Dotychczas uhonorowano 26 osób.

## Lista uhonorowanych
Przyjęci w 2011
- Osoby żyjące: György Pásztor, György Raffa, Dr. László Jakabházy, Viktor Zsitva, László Schell, András Mészöly, Antal Palla, Gábor Ocskay senior, Péter Kovalcsik, Csaba Kovács senior, János Ancsin.
- Osoby nieżyjące: Dr. Géza Lator, Sándor Minder, Zoltán Jeney, Dr. György Margó, István Hircsák, Sándor Miklós, Béla Háray, Lászlo Rajkai, Gábor Boróczi, György Leveles, Gábor Ocskay.

Przyjęci w 2012
- Osoby żyjące: Béla Tejfalussy, János Balogh.
- Osoby nieżyjące: Dr. Deján Bikár, Mátyá Vedres.